# Sternaspidae
Sternaspidae (лат.) — семейство кольчатых червей отряда Terebellida из подкласса Sedentaria класса многощетинковых.

## Описание
Небольшие многощетинковые черви. Стернаспиды легко узнаваемы по короткому вздутому телу, состоящему из нескольких сегментов. Задние сегменты слиты и образуют красноватую, вентрально склеротинизированную пластинку, окружённую хетами. Простомиум отчётливый и усечённый в передней части, а перистомиум редуцирован до губ вокруг рта. Антенны и пальпы отсутствуют; затылочные органы также отсутствуют. Простомиум без придатков. Все волоски простые, в первых трёх сетигерах толстые, согнутые шипы; в щите тонкие капилляры.
Стернаспиды встречаются в песчаных и илистых грунтах на всех глубинах, но обычно на глубинах 100—200 м, редко в больших количествах. Их легко распознать в образцах донных отложений по характерному тёмно-жёлтому или красноватому хитиновому щиту. Распространение видов не документировано, хотя типовой вид, Sternaspis scutata (Renier 1807), по имеющимся данным, является космополитом от Арктики до Антарктики на малых и больших глубинах (Day 1967); в действительности может существовать несколько видов.

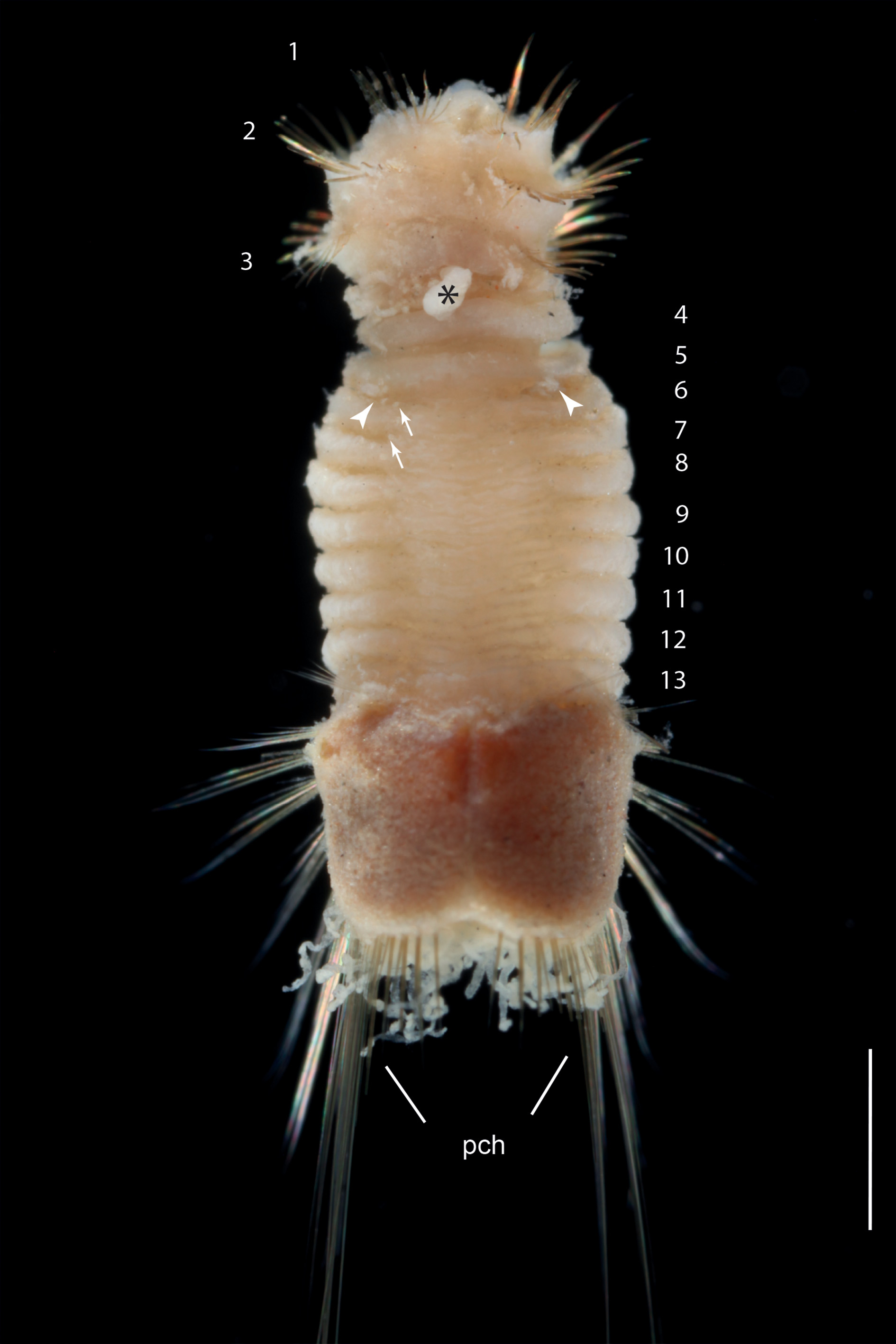
Mauretanaspis longichaeta
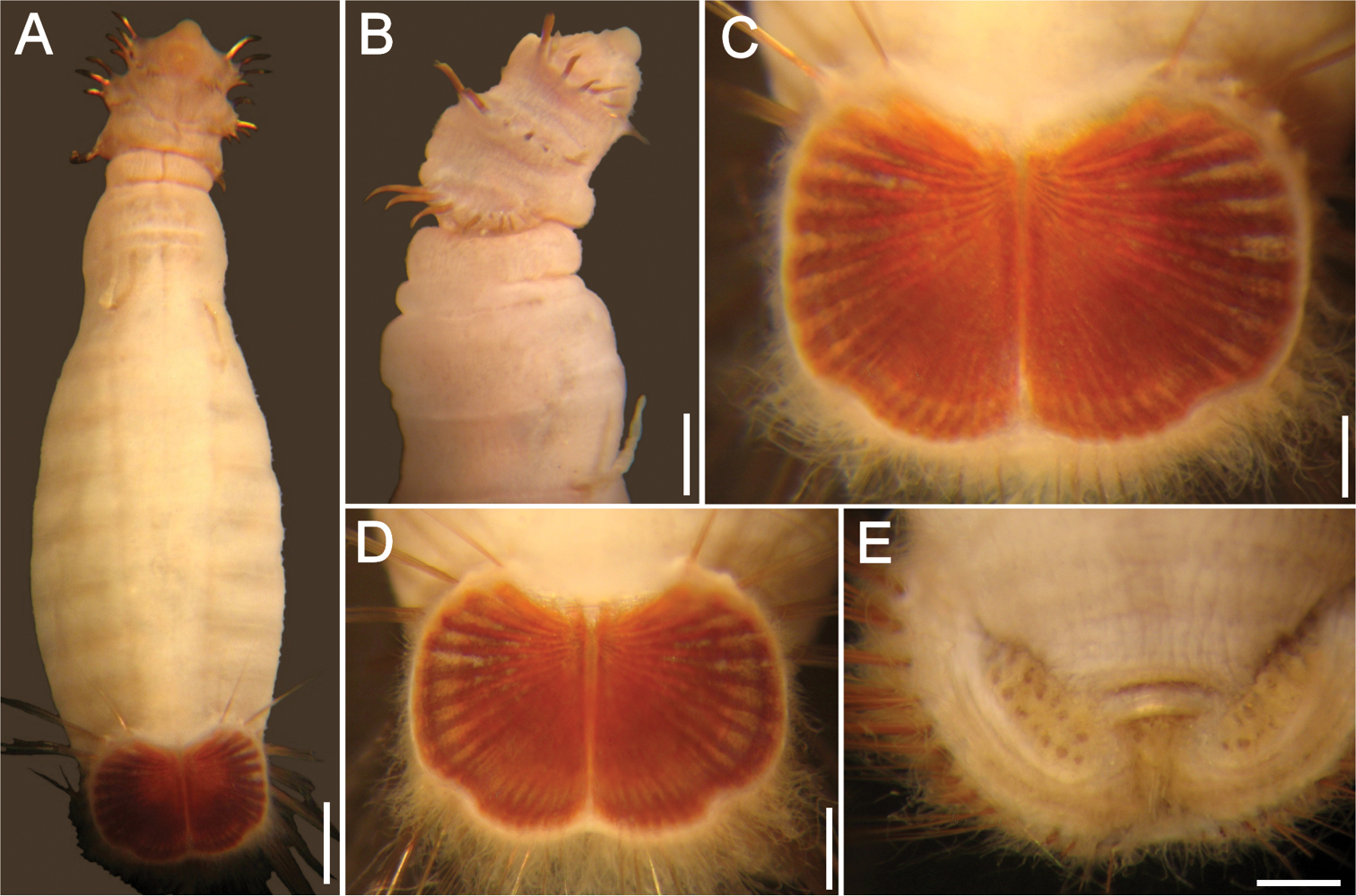
Petersenaspis palpallatoci
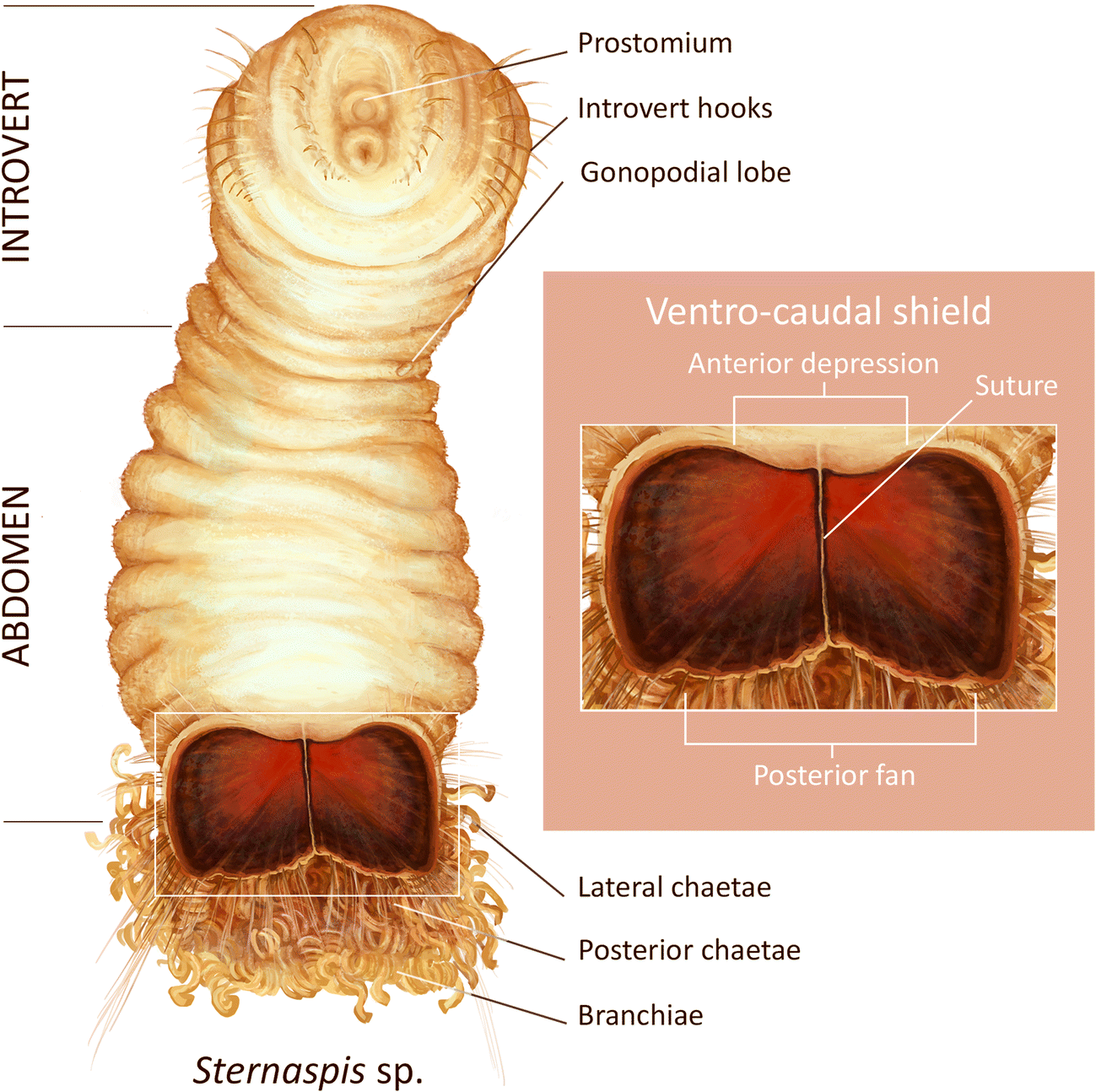
Sternaspis

## Систематика
Известно 4 рода и около 50 видов. Семейство Sternaspidae было впервые образовано в 1863 году и более века оставалось монотипическим. Первоначально стернаспиды считались родственными отдельному типу животных эхиуридам (Blainville 1828). Внешне стернаспиды не похожи на других полихет, и их трудно соотнести с другими многощетинковыми червями; некоторые авторы относят их к «изолированной группе». Чаще всего их условно объединяют с другими полихетами, у которых мало передних придатков и простые, капиллярные хеты и шипы. Левинсен (1883) считал их отдельным отрядом. Хатшек (1893) отнес их к семейству дриломорф, а Бенхам (1896) — к семейству сколециморф. В последнее время они рассматриваются как член Drilomorpha (Ушаков 1955) и как отдельный отряд (Dales 1963; Fauchald 1977; George в George & Hartmann-Schréder 1985), как обобщено Fauchald & Rouse (1997). Семейство Sternaspidae лишь недавно было включено в отряд Terebellida в работе Rouse & Fauchald (1997).
- Caulleryaspis Sendall & Salazar-Vallejo, 2013[7] — 8 видов[9][10][11]
- Mauretanaspis Fiege & Barnich, 2020 — 1 вид[12]
- Petersenaspis Sendall & Salazar-Vallejo, 2013[7] — 8 видов[13]
- Sternaspis Otto, 1820 — около 30 видов

?Schreiberius Otto, 1821 (nomen nudum)